# Survivor Series 2011
Survivor Series 2011 è stata la venticinquesima edizione dell'omonimo evento in pay-per-view prodotto annualmente dalla WWE. L'evento si è svolto il 20 novembre 2011 al Madison Square Garden di New York City (New York).

## Storyline
Il giorno seguente a Vengeance, a Raw, dopo l'attacco degli Awesome Truth (The Miz e R-Truth ai danni di John Cena, il general manager dello show, John Laurinaitis, decide che il wrestler bostoniano avrebbe affrontato The Miz e R-Truth insieme ad un partner che avrebbe potuto scegliere lui stesso; inizialmente l'uomo che avrebbe combattuto con Cena sembrava poter essere Zack Ryder, ma in seguito il rapper bostoniano ha annunciato che sarebbe stato The Rock.
Lo stesso giorno CM Punk ha chiesto ad Alberto Del Rio il suo re-match per il WWE Championship, ma il messicano rifiutò di concedere a CM Punk una rivincita ritenendolo uno degli atleti peggiori al mondo. Del Rio in seguito perse un match contro Big Show e, a detta di John Laurinaitis, se Del Rio avesse detto sì alla richiesta di Punk, quest'ultimo avrebbe ottenuto un match titolato per le Survivor Series. Di fatto, dopo il match, CM Punk usò contro Alberto Del Rio l'Anaconda Vise, costringendo Del Rio ad accettare la title shot.
A Vengeance, il match valido per il World Heavyweight Championship tra il campione Mark Henry e lo sfidante Big Show è terminato in no-contest in seguito ad un superplex, effettuato da parte di Henry ai danni di Show, dalla terza corda che ha fatto letteralmente collassare il ring; dunque Henry ha mantenuto il titolo. Theodore Long, durante la puntata di SmackDown del 4 novembre, ha deciso che Mark Henry affronterà Big Show alle Survivor Series per difendere il World Heavyweight Championship.
Nella seguente puntata di SmackDown, svoltasi l'11 novembre, Wade Barrett, capitano del suo team, ha vinto contro l'altro capitano, Randy Orton. Nella puntata speciale di Raw del 14 novembre, Vickie Guerrero annuncia che Christian non sarà presente nel 5-on-5 Traditional Survivor Series Elimination match a causa di un infortunio subito nel WWE World Tour in un match contro Sheamus. A sostituire Christian sarà l'attuale United States Champion Dolph Ziggler. Nel main event Wade Barrett affronta Randy Orton, dove quest'ultimo vince per squalifica.
Vengono poi annunciati, successivamente, altri due match per le Survivor Series: Dolph Ziggler difenderà lo United States Championship contro John Morrison e Beth Phoenix, Divas Champion, affronterà Eve per il titolo.

## Risultati
| #       | Incontri | Stipulazioni                                               | Durata |
| ------- | --- | ---------------------------------------------------------- | ------ |
| Kickoff | Santino Marella ha sconfitto Jinder Mahal                                                                                                  | Single match                                               | 05:35  |
| 1       | Dolph Ziggler (c) (con Vickie Guerrero) ha sconfitto John Morrison                                                                         | Single match per il WWE United States Championship         | 10:42  |
| 2       | Beth Phoenix (c) ha sconfitto Eve Torres                                                                                                   | Lumberjill match per il WWE Divas Championship             | 04:35  |
| 3       | Cody Rhodes, Dolph Ziggler, Hunico, Jack Swagger e Wade Barrett hanno sconfitto Kofi Kingston, Mason Ryan, Randy Orton, Sheamus e Sin Cara | Five-on-five traditional survivor series elimination match | 22:10  |
| 4       | Big Show ha sconfitto Mark Henry (c) per squalifica                                                                                        | Single match per il World Heavyweight Championship         | 13:04  |
| 5       | CM Punk ha sconfitto Alberto Del Rio (c) (con Ricardo Rodríguez) per sottomissione                                                         | Single match per il WWE Championship                       | 17:17  |
| 6       | John Cena e The Rock hanno sconfitto The Miz e R-Truth                                                                                     | Tag team match                                             | 21:33  |

5-on-5 survivor series elimination match
| N° eliminazione | Wrestler                   | Eliminato da               | Modalità di eliminazione   | Tempo                      |
| --------------- | -------------------------- | -------------------------- | -------------------------- | -------------------------- |
| 1°              | Dolph Ziggler              | Randy Orton                | RKO                        | 01:32                      |
| 2°              | Sin Cara                   | -                          | TKO                        | 03:44                      |
| 3°              | Mason Ryan                 | Cody Rhodes                | Cross Rhodes               | 08:52                      |
| 4°              | Kofi Kingston              | Wade Barrett               | Wasteland                  | 14:06                      |
| 5°              | Sheamus                    | -                          | Squalifica                 | 18:30                      |
| 6°              | Jack Swagger               | Randy Orton                | Brogue Kick di Sheamus     | 19:33                      |
| 7°              | Hunico                     | Randy Orton                | RKO                        | 21:38                      |
| 8°              | Randy Orton                | Wade Barrett               | Wasteland                  | 22:10                      |
| Vincitori       | Wade Barrett e Cody Rhodes | Wade Barrett e Cody Rhodes | Wade Barrett e Cody Rhodes | Wade Barrett e Cody Rhodes |